# Proud bočního dýmu
Proud bočního dýmu je kouř, vycházející ze zapáleného konce hořící (doutnající) cigarety. Chemické složení proudu bočního dýmu je velmi rozdílné od toho, které je přímo inhalováno kuřákem (hlavní proud). Proud bočního dýmu přispívá k pasivnímu kouření. Důkazy potvrzují, že proud bočního dýmu je mnohem nebezpečnější než proud dýmu hlavního.
Proud bočního dýmu a exhaláty hlavního proudu jsou hlavními složkami cigaretového kouře a tento jev je znám pod pojmem pasivní kouření.